# Elitserien i volleyboll för damer 2002/2003
Elitserien i volleyboll för damer 2002/2003. Örebro VBS svenska mästare efter slutspel.

## Slutställning
| Lag                     | Matcher | Vunna matcher | Förlorade matcher | Vunna set | Förlorade set | Poäng |
| ----------------------- | ------- | ------------- | ----------------- | --------- | ------------- | ----- |
| Örebro VBS              | 16      | 16            | 0                 | 48        | 3             | 32    |
| Katrineholms VK         | 16      | 12            | 4                 | 39        | 17            | 24    |
| Engelholms VS           | 16      | 10            | 6                 | 37        | 25            | 20    |
| IKSU                    | 16      | 10            | 6                 | 33        | 31            | 20    |
| Kolbäcks VK             | 16      | 8             | 8                 | 29        | 30            | 14    |
| Elverket                | 16      | 7             | 9                 | 28        | 30            | 14    |
| Ållebergsgymnasiets VBK | 16      | 4             | 12                | 21        | 38            | 8     |
| Cell VBK                | 16      | 3             | 13                | 18        | 43            | 6     |
| Sollentuna VK           | 16      | 2             | 14                | 10        | 46            | 4     |